# Wolverine Lake
Wolverine Lake é uma aldeia localizada no estado americano de Michigan, no Condado de Oakland.

## Demografia
Segundo o censo americano de 2000, a sua população era de 4415 habitantes.
Em 2006, foi estimada uma população de 4331, um decréscimo de 84 (-1.9%).

## Geografia
De acordo com o United States Census Bureau tem uma área de 4,4 km², dos quais 3,4 km² cobertos por terra e 1,0 km² cobertos por água.

## Localidades na vizinhança
O diagrama seguinte representa as localidades num raio de 12 km ao redor de Wolverine Lake.